# Hesperia (attrice)
Hesperia, pseudonimo di Olga Mambelli (Bertinoro, 9 luglio 1885 – Roma, 30 maggio 1959), è stata un'attrice cinematografica italiana, diva del cinema muto.

## Biografia
Nativa di Bertinoro, nel Forlivese, visse la sua infanzia e la sua prima giovinezza a Meldola, cittadina anch'essa presso Forlì. Dal 1907 al 1912 fu attrice nel teatro di varietà. Fu molto apprezzata in tutti i teatri d'Europa come interprete dei cosiddetti tableaux vivants, molto in voga all'epoca.
Venne scritturata per il cinema - dove si segnalò nel 1913 come protagonista del film Zuma - da uno dei fondatori della Cines, il barone Alberto Fassini, e la fece partner dell'attore Ignazio Lupi, formando una coppia artistica che divenne celebre nell'interpretazione di diversi melodrammi. L'attrice guadagnò molta notorietà, in modo particolare nel film Zuma, la cui trama fu scritta da un giovane Augusto Genina.
Divenuta ormai celebre, passò poi alla Milano Films e poi alla Tiber Film nella quale divenne attrice di spicco, prendendo il posto di Francesca Bertini, con la quale iniziò una intensa rivalità artistica che ebbe il suo culmine nell'uscita in contemporanea di due versioni cinematografiche, interpretate separatamente dalle due attrici, della Signora delle camelie.
Si ritirò dalle scene nel 1923, dopo aver sposato il cineasta Baldassarre Negroni con il quale si legò ai tempi della Milano Films. Fece un unico rientro nel cinema, ormai passato al sonoro, nel 1938, interpretando Orgoglio, allo scopo di verificare, a suo dire, se le sue doti d'attrice fossero valide anche con la nuova tecnica.

## Vita privata
Era la zia dell'attrice Pauline Polaire, nata Giulietta Gozzi a Ravenna il 30 giugno 1904, e morta a Roma l'11 febbraio 1986.

## Filmografia
- La madre, regia di Baldassarre Negroni (1913)
- La donna è come l'ombra, regia di Giulio Antamoro (1913)
- Un colpo di fulmine, regia di Baldassarre Negroni (1913)
- Un intrigo a Corte, regia di Giulio Antamoro (1913)
- La dama di picche, regia di Baldassarre Negroni (1913)
- Zuma, regia di Baldassarre Negroni (1913)
- La sfumatura, regia di Giulio Antamoro (1913)
- Metempsicosi, regia di Giulio Antamoro (1913)
- Dopo la morte, regia di Giulio Antamoro (1913)
- La porta chiusa, regia di Baldassarre Negroni (1913)
- Ombra e luce, regia di Baldassarre Negroni (1913)
- Vizio atavico, regia di Baldassarre Negroni (1914)
- L'ultima battaglia, regia di Baldassarre Negroni (1914)
- La maschera dell'onestà, regia di Baldassarre Negroni (1914)
- Per la felicità degli altri, regia di Baldassarre Negroni (1914)
- L'ereditiera, regia di Baldassarre Negroni (1914)
- La danza dei milioni di Baldassarre Negroni (1914)
- Dopo il veglione, regia di Augusto Genina (1914)
- La signora delle camelie, regia di Baldassarre Negroni (1915)
- Il potere sovrano, regia di Percy Nash e Baldassarre Negroni (1916)
- Anime buie, regia di Emilio Ghione (1916)
- La cuccagna, regia di Baldassarre Negroni (1917)
- L'aiglette, regia di Baldassarre Negroni (1917)
- Madame Flirt, regia di Baldassarre Negroni (1918)
- La signora senza pace, regia di Baldassarre Negroni (1919)
- La fibra del dolore, regia di Baldassarre Negroni (1919)
- Bimbi lontani, regia di Baldassarre Negroni (1919)
- Chimere, regia di Baldassarre Negroni (1920)
- L'altro pericolo, regia di Baldassarre Negroni (1920)
- Il figlio di Madame Sans Gêne, regia di Baldassarre Negroni (1921)
- La duchessa Mistero, regia di Baldassarre Negroni (1922)
- Il velo della colpa, regia di Baldassarre Negroni (1923)
- La locanda delle ombre, regia di Ivo Illuminati e Baldassarre Negroni (1923)
- L'ora terribile, regia di Baldassarre Negroni (1923)
- Orgoglio, regia di Marco Elter (1938)